# Baltic Centre for Contemporary Art

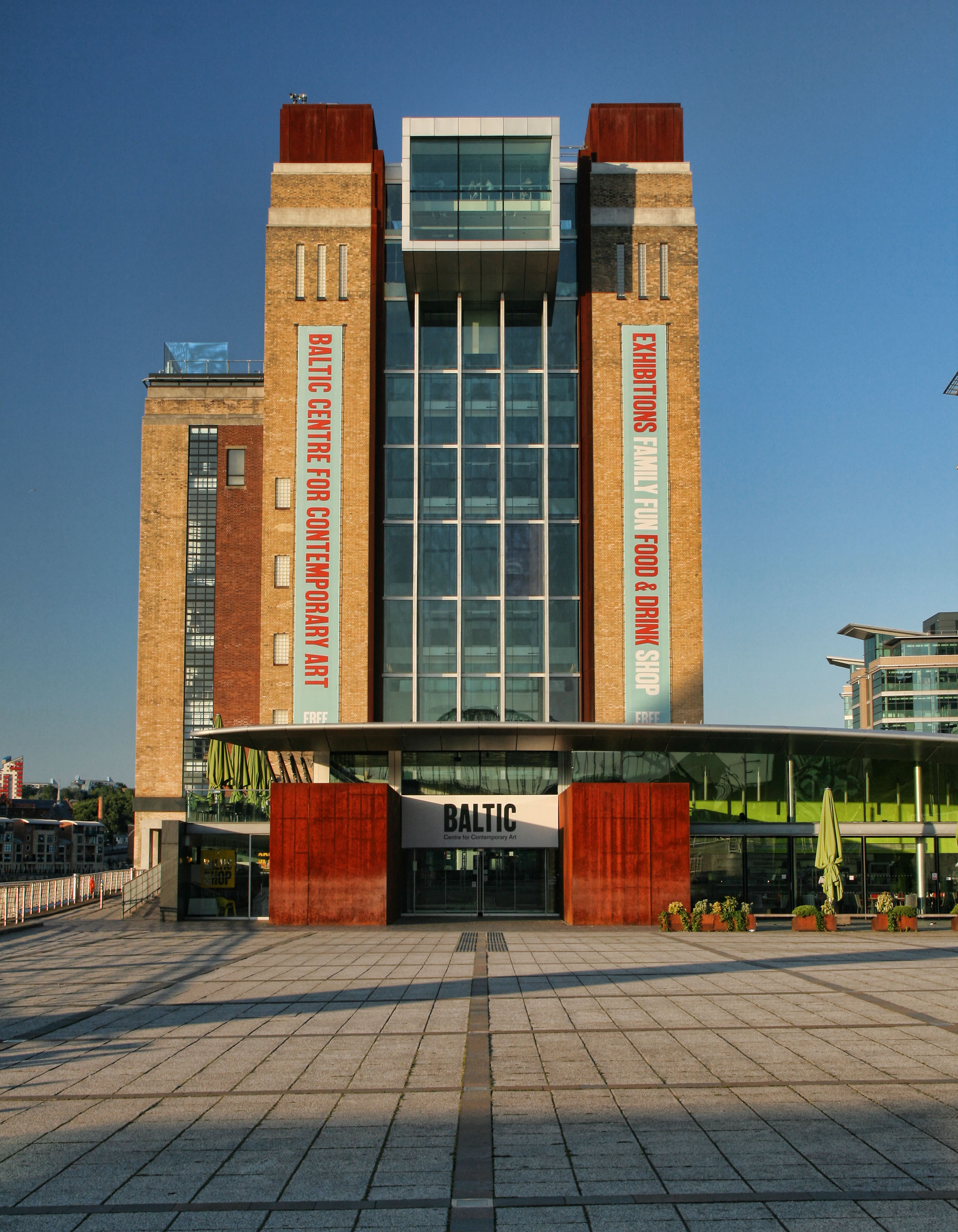

Het Baltic Centre of Contemporary Art of BALTIC is een museum in het Engelse Gateshead. Het museum werd in 2002 geopend in de voormalige meelfabriek Baltic Flour Mills. De openingstentoonstelling omvatte werk van Chris Burden, Carsten Höller, Julian Opie, Jaume Plensa en Jane en Louise Wilson. In 2011 werd de Turner Prize er uitgereikt.